# Pirdop
Pirdop (búlgaro:Пирдоп) é uma cidade da Bulgária, localizada no distrito de Sófia. A sua população era de 7,749 habitantes segundo o censo de 2010.

## População
| Pirdop | Pirdop | Pirdop | Pirdop | Pirdop | Pirdop | Pirdop | Pirdop | Pirdop | Pirdop | Pirdop | Pirdop | Pirdop | Pirdop | Pirdop | Pirdop | Pirdop | Pirdop | Pirdop | Pirdop |
| --- | ------ | ------ | ------ | ------ | ------ | ------ | ------ | ------ | ------ | ------ | ------ | ------ | ------ | ------ | ------ | ------ | ------ | ------ | ------ |
| Ano | 1887   | 1910   | 1934   | 1946   | 1956   | 1965   | 1975   | 1985   | 1992   | 2001   | 2002   | 2003   | 2004   | 2005   | 2006   | 2007   | 2008   | 2009   | 2010   |
| População |        |        |        | …      | …      | …      | …      |        | 8,566  | 8,421  | 8,372  | 8,264  | 8,183  | 8,091  | 8,039  | 7,977  | 7,884  | 7,813  | 7,749  |
| Fontes: Instituto Nacional de Estatísticas, „citypopulation.de“, „pop-stat.mashke.org“, Bulgarian Academy of Sciences |        |        |        |        |        |        |        |        |        |        |        |        |        |        |        |        |        |        |        |